# Роберт II (граф Намюра)
Роберт II (фр. Robert II de Namur; ум. 1018/1031) — граф Намюра с около 1010, старший сын Альберта I, графа Намюра, и Аделаиды, дочери герцога Нижней Лотарингии Карла I, представитель Намюрского дома.

## Биография
Граф Намюра Альберт умер незадолго до 1011 года, после чего ему наследовал старший сын Роберт II. 
По матери он был племянником графа Лувена Ламберта I, который пытался расширить свои владения за счет епископа Льежского. Роберт поддержал дядю в борьбе против Бальдерика II, епископа Льежа. На стороне епископа в 1013 году выступил герцог Нижней Лотарингии Готфрид I и разбил армию Ламберта и Роберта в битве при Гугарде. 
Роберт захватил в плен брата герцога Готфрида I, графа Вердена и маркграфа Энама Германа. Тем самым он навлек на себя гнев императора Генриха II. Благодаря вмешательству матери Роберта Герман был освобожден, а император на время восстановил доверие к Роберту.
Тогда объединились Роберт II, Ламберт и другой его племянник - граф Эно Ренье V. Но 12 сентября 1015 года Готфрид в битве при Флорене разбил армию Ламберта и Роберта, при этом Ламберт погиб. Хотя некоторые историки утверждают, что Роберт умер в том же бою, на самом деле он выжил, потому что по-прежнему упоминается в записях  1018 года, где говорится, что император Генрих II взял под контроль аббатство Сен-Жан де Флорен, располагавшееся на его территории. Эта запись является последним упоминанием о графе Роберте.
Так как Роберт не был женат и детей не имел, его преемником стал брат - Альберт II. Впервые он назван графом Намюра в 1031 году, поэтому Роберт II умер ранее этого срока.